# Jakob Hessing
Jakob Hessing (auch: Jaakov Hessing; * 5. März 1944 in Lyssowce, Oberschlesien) ist ein israelischer Germanist und Schriftsteller.

## Leben
Jakob Hessing ist der Sohn ostjüdischer Eltern und wurde im Versteck eines Außenlagers eines deutschen Konzentrationslagers geboren. Nach der Befreiung durch die Rote Armee ging seine Familie nach Berlin, wo er aufwuchs. Er besuchte die Volksschule und das Gymnasium, an dem er 1964 das Abitur machte. Im gleichen Jahr wanderte Hessing nach Israel aus. Dort arbeitete er zwei Jahre lang in einem Kibbuz. Ab 1968 studierte er Geschichte, Anglistik und Germanistik an der Hebräischen Universität in Jerusalem. Er schloss dieses Studium 1974 mit dem Grad eines Bachelors in Anglistik ab. Von 1970 bis 1978 gab er im Auftrag des israelischen Außenministeriums die deutschsprachige Ausgabe der Zeitschrift „Ariel“ heraus. Ab 1991 schrieb er Rezensionen für die „Frankfurter Allgemeine Zeitung“. 1992 promovierte er an der Technischen Hochschule Aachen mit einer Arbeit zur Rezeption Else Lasker-Schülers im Nachkriegsdeutschland zum Dr. phil. Im gleichen Jahr erhielt er eine Dozentenstelle in Jerusalem, seit 1995 ist er „Associate Professor“ an der Hebräischen Universität Jerusalem und leitet dort seit  2004 die germanistische Abteilung.
Jakob Hessing verfasst neben literaturwissenschaftlichen Facharbeiten Romane und Essays in deutscher Sprache; von 1993 bis 1999 gab er den „Jüdischen Almanach“ heraus. Daneben übersetzt er aus dem Hebräischen ins Deutsche.
Hessing übernahm im Sommersemester 2010 die Franz-Rosenzweig-Gastprofessur an der Universität Kassel, die an einen von den Nationalsozialisten ins Exil vertriebenen Wissenschaftler vergeben wird.

## Werke
- Else Lasker-Schüler. Karlsruhe 1985
- Der Fluch des Propheten. Drei Abhandlungen zu Sigmund Freud. Daedalus, Rheda-Wiedenbrück 1989
- Der Zensor ist tot. Weinheim [u. a.] 1990
- Die Heimkehr einer jüdischen Emigrantin. Tübingen 1993
- Mir soll's geschehen. Berlin 2005
- Der Traum und der Tod. Heinrich Heines Poetik des Scheiterns Wallstein, Göttingen 2005.
- Verlorene Gleichnisse. Heine, Kafka, Celan. Vandenhoeck & Ruprecht, Göttingen/Oakville, Connecticut 2011, ISBN 978-3-525-35086-7.
- Sebalds Blick. (mit Verena Lenzen), Wallstein, 2015, ISBN 978-3-8353-1751-2.
- Auf der Grenze. Lyrik Kabinett (Münchner Reden zur Poesie), München 2018. ISBN 978-3-938776-49-0
- Der jiddische Witz, C.H. Beck 2020, ISBN 978-3-406-75473-9.

## Herausgeberschaft
- Israel. Frankfurt am Main 1998

## Übersetzungen
- Jehoschua Kenaz: Auf dem Weg zu den Katzen. Frankfurt am Main [u. a.] 1994
- Uri Orlev: Das strickende Mütterlein. Zürich 1981
- Sag mir, was ist Frieden. Backnang 2003
- Wir wollen Frieden. Jerusalem 1976
- Abraham B. Jehoshua: Angesichts der Wälder. Stuttgart 1982
- Abraham B. Jehoshua: Frühsommer 1970. Frankfurt am Main 1989
- Abraham B. Jehoshua: Der Liebhaber. Stuttgart 1980